# Стоддард, Коринн
Коринн “Кори” Лейн-Стоддард (англ. Corinne Laine-Stoddard; род. 15 августа 2001 года) — американская шорт-трекистка, участница зимних Олимпийских играх 2022 года, серебряный и 2-кратная бронзовый призёр чемпионатов мира. 

## Спортивная карьера
Коринн Стоддард начала кататься на роликовых коньках в Пьюаллупе в возрасте 6 лет и была единственной девушкой в групповых гонках с мальчиками. Она совмещала роликовые коньки и конькобежный спорт в течение нескольких лет. В то время она проводила шесть месяцев в году в Европе, соревнуясь в роликовых коньках, а остальные шесть месяцев жила в Юте и соревновалась с командой США по шорт-треку. В возрасте 11 лет она присоединилась к конькобежной западной команде Паттисона "Xtream" и Дарин Паттисон сразу увидел в ней что-то особенное. 
Она выиграла свой первый национальный чемпионат, когда ей было всего 10 лет, став национальным чемпионом 2012 года для девочек младшего возраста-первым из почти 20 титулов, которые она выиграла в течение следующих четырех лет. В 2014 году она выиграла награду "Конькобежец года" на северо-Западе США. В 2016 году Team USA пригласили её в национальную сборную, и она стала младшим членом.
В 2018 году она покинула Вашингтон, чтобы присоединиться к национальной команде в Солт-Лейк-Сити, в штате Юта. В марте 2018 года Коринн участвовала на юниорском чемпионате мира по конькобежному спорту в Солт-Лейк-Сити и заняла лучшие 7-е места в женской командной гонке преследования и командном спринте. Всё это время она обучалась онлайн в средних школах Bonney Lake и Decatur (Federal Way) до 2020 года.
В ноябре 2018 года она дебютировала на Кубке мира по шорт-треку в Калгари и в Солт-Лейк-Сити, после чего в январе 2019 года на юниорском чемпионате мира в Монреале заняла высокие 5-е места в беге на 500 м и в эстафете, а в феврале на 5-м и 6-м этапах Кубка мира на дистанции 500 м заняла 23, 24, 25 места. В июле Стоддард выиграла титул на всемирных роллерных играх 2019 года в Барселоне, где стала чемпионкой мира среди юниоров в гонке на выбывание на 10 км.
В декабре 2019 на Кубке мира в Шанхае она выиграла бронзовую медаль в составе эстафетной команды вместе с Мааме Бини, Джули Летай и Кристен Сантос. На чемпионате четырёх континентов в начале января 2020 года вместе с командой заняла 4-е место в эстафете и 15-е место в общем зачёте, а в начале февраля на юниорском чемпионате мира в Бормио выиграла бронзовую медаль в беге на 500 м и серебряную в беге на 1000 м.
Но с пандемией COVID-19 все соревнования были отменены с марта 2020 и Стоддард сосредоточила всё своё внимание на льду. В марте 2021 года на чемпионате мира в Дордрехте, Коринн заняла на 19-е место в беге на 500 м, в общем зачёте заняла 32-е место и в эстафете 7-е место. В сезоне Кубка мира 2021/22 годов в Дебрецене она заняла в личных забегах лучшее для себя 8-е место в беге на 500 м. 
В декабре на Олимпийском овале Юты Стоддард заняла 3-е места на дистанциях 500 м и 1000 м и 2-е на 1500 м на отборочном олимпийском турнире и прошла квалификацию на Олимпиаду в Пекине с 3-го места в общем зачёте. В феврале 2022 года на зимних Олимпийских играх в Пекине на дистанции 500 м заняла 32-е место, где она упала в предварительном забеге и сломала нос. В беге на 1000 м она вышла в полуфинал, но не прошла в главный финал и осталась на 7-м месте, а на дистанции 1500 м заняла 18-е место. Также заняла 8-е места в смешанной и женской эстафетах.
В сезоне 2022/23 на Кубке мира Кори дважды занимала 3-е места в забеге на 1000 м и в смешанной эстафете. На чемпионате 4-х континентов с командой выиграла бронзу в эстафете и золото в смешанной эстафете, а на чемпионате мира в Сеуле заняла 5-е место в забеге на 500 м, 7-е на 1500 м и 15-е на 1000 м. Через год на чемпионате мира в Роттердаме Кори выиграла сразу три медали. Серебряную в эстафете, и бронзовые в забеге на 1500 м и в смешанной эстафете.